# Jean Mueller
Jean Mueller, ameriška astronomka, * 1950

## Delo
Delala je na Observatoriju Palomar. Odkrila je 15 kometov. Med njimi so periodični kometi 120P/Mueller (Mueller 1), 131P/Mueller (Mueller 2), 136P/Mueller (Mueller 3), 149P/Mueller (Mueller 4), 173P/Mueller (Mueller 5), 190P/Mueller in 188P/LINEAR-Mueller.
Odkrila je tudi 8 neperiodičnih kometov.
Razen kometov je odkrila še 10 asteroidov. Med njimi so najpomembnejši apolonski asteroidi 4257 Ubasti, 9162 Kwiila in 12711 Tukmit ter amorski asteroid 6569 Ondaatje. Je tudi soodkriteljica dveh asteroidov 4558 Janesick in 11500 Tomaiyowit.
Njen v čast so poimenovali asteroid 4031 Mueller, ki ga je odkrila 12. februarja 1985 Carolyn Shoemaker na Observatoriju Palomar. Jean Mueller je bila prva ženska, ki je delala kot operater na teleskopu na Observatoriju Palomar.
Do leta 2006 je odkrila tudi 98 (in bila soodkriteljica 9) supernov.